# 组织法 (满洲国)
组织法是满洲国的一部宪法性文件，是确定国家机关的成文法，共6章40条。
满洲国建国后随即开始制定该法，1932年3月9日公布，1934年3月1日与帝制一同实施，其受到了《中华民国临时约法》的强烈影响。

## 内容
1934年《组织法》内容目录如下。
- 第1章 皇帝（1934年以前为执政）
- 第2章 参議府
- 第3章 立法院（未正式召开，无运作）
- 第4章 国務院
- 第5章 法院
- 第6章 監察院（1937年废止）
- 附則

### 引用
1. ↑  . 泰東日報 (大連). 1932-03-13.
2. ↑  . 泰東日報 (大連). 1934-03-01.